# Palacio de los notarios
El palacio de los Notarios (del italiano: Palazzo dei Notai) es un edificio histórico de Bolonia, Italia. Antiguamente la actividad de los notarios era gestionada por la llamada Sociedad de los Notarios (Società dei Notai), que en 1381 hizo edificar este palacio para establecer su propia sede.

## Historia
En realidad el palacio fue construido en dos fases diferentes: la parte que tiene frente a la basílica de San Petronio es del 1381 y fue construida bajo la dirección de Berto Cavalletto y Lorenzo da Bagnomarino, pero fue Bartolomeo Fioravanti quien se ocupó de la edificación de la parte que mira al palacio de Accursio en el 1437. En el 1908 fue completamente restaurado por Alfonso Rubbiani.
En el interior se pueden encontrar frescos cuatrocentistas  además de además del escudo de armas de los Notarios. Las seis ventanas ornamentadas con calados y columnillas de mármol blanco fueron ejecutadas por Antonio Di Vicenzo en 1385 y se combinan con almenas superiores dando al palacio un aspecto elegante y compacto. El escudo de armas de la Società dei Notai se puede ver en la parte central de la fachada y representa tres tinteros con pluma de ganso.